# アーノルド・スタインハート
アーノルド・スタインハート（Arnold Steinhardt, 1937年4月1日 - ）は、アメリカのヴァイオリン奏者。
ロサンゼルスの生まれ。幼少の頃からカール・モルドレム、ピーター・メレンブルムやトーシャ・ザイデル等にヴァイオリンを学び、1951年にロサンジェルス・フィルハーモニー管弦楽団と共演して初舞台を踏んだ。その後カーティス音楽院でイヴァン・ガラミアンの薫陶を受け、ジョージ・セルの勧めでスイスに住んでいたヨーゼフ・シゲティのレッスンも受けた。1957年にはフィラデルフィア青少年音楽コンクールで優勝し、その翌年のレーヴェントリット国際コンクールでも優勝している。1959年から1963年までセルの招きでクリーヴランド管弦楽団の副コンサートマスターを務め、1963年のエリザベート王妃国際音楽コンクールで第三位となった。1964年からグァルネリ弦楽四重奏団を結成し、その四重奏団の第一ヴァイオリン奏者となった。1966年からはメリーランド大学で教鞭をとり、ニュージャージー音楽大学や母校のカーティス音楽院でも後進の指導に取り組んでいる。